# جاك بيرس (منافس ألعاب قوى)
جاك بيرس (بالإنجليزية: Jack Pierce)‏ هو منافس ألعاب قوى أمريكي، ولد في 23 سبتمبر 1962 في تل الكرز في الولايات المتحدة.

## وصلات خارجية
- جاك بيرس على موقع الاتحاد الدولي لألعاب القوى (الإنجليزية)
- جاك بيرس على موقع أوليمبيديا (الإنجليزية)